# Chotyń (rejon dubieński)
Chotyń (ukr. Хотин, Chotyn, dawniej także znana jako Chocin) – wieś na Ukrainie, w obwodzie rówieńskim, w rejonie dubieńskim, w hromadzie Krupiec. W 2001 liczyła 846 mieszkańców, spośród których 840 wskazało jako ojczysty język ukraiński, 5 rosyjski, a 1 białoruski.
W okresie międzywojennym wieś znajdowała się w granicach II RP, wchodząc w skład gminy Tesłuhów w powiecie dubieńskim, w województwie wołyńskim.